# Doullens

Doullens (uneori, în documentele mai vechi denumită și Dourlens) este o comună franceză din departamentul Somme din regiunea Picardia. 

## Pronunțarea cuvântului
"S" final nu se pronunță (este mut).

## Geografie

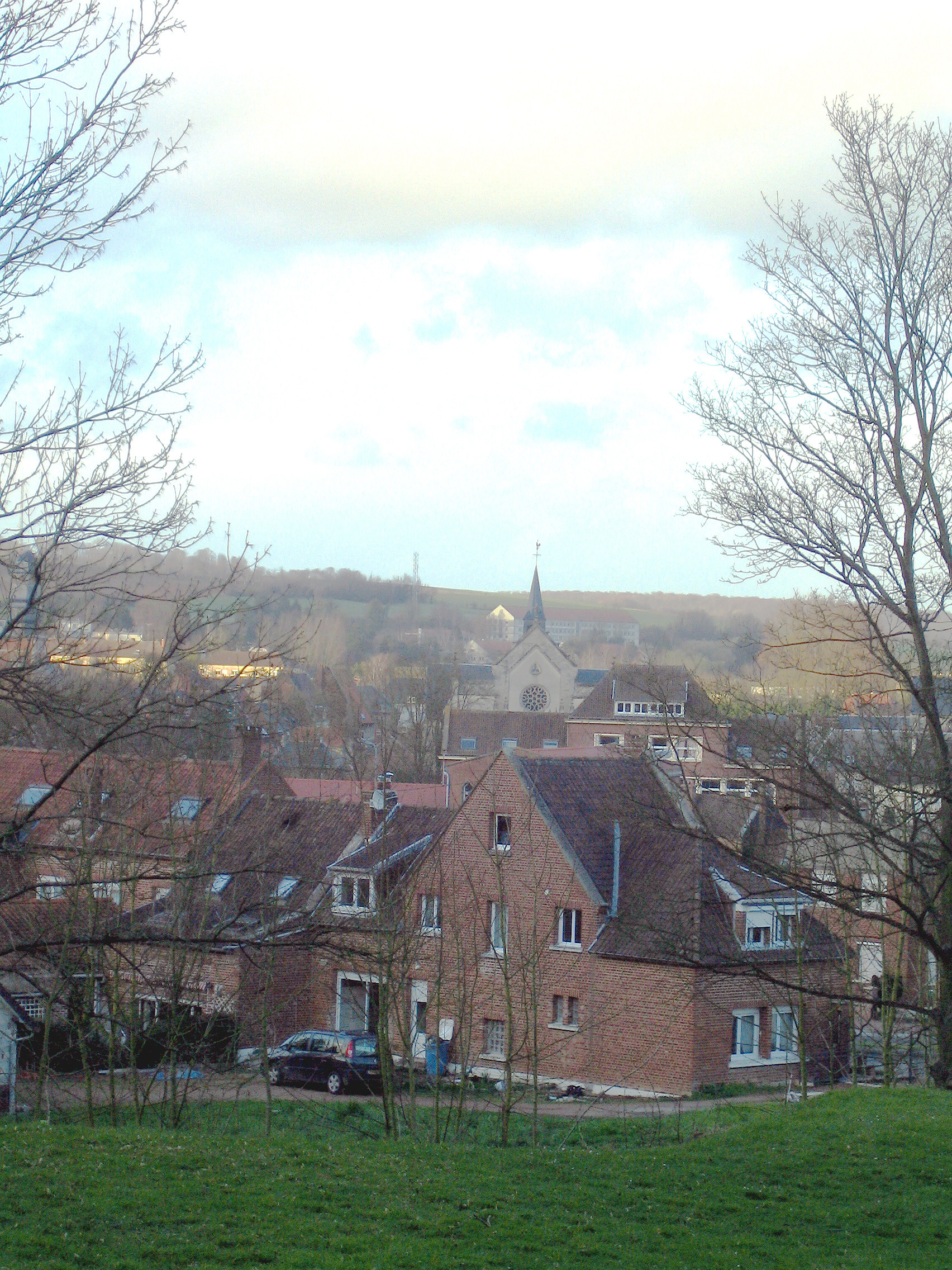
Panoramă parţială a orăşelului Doullens, cu biserica sa

Doullens este situat în departamentul Somme, din regiunea Picardia, pe râul Authie, fiind centru de reședință a unui canton.

### Populația

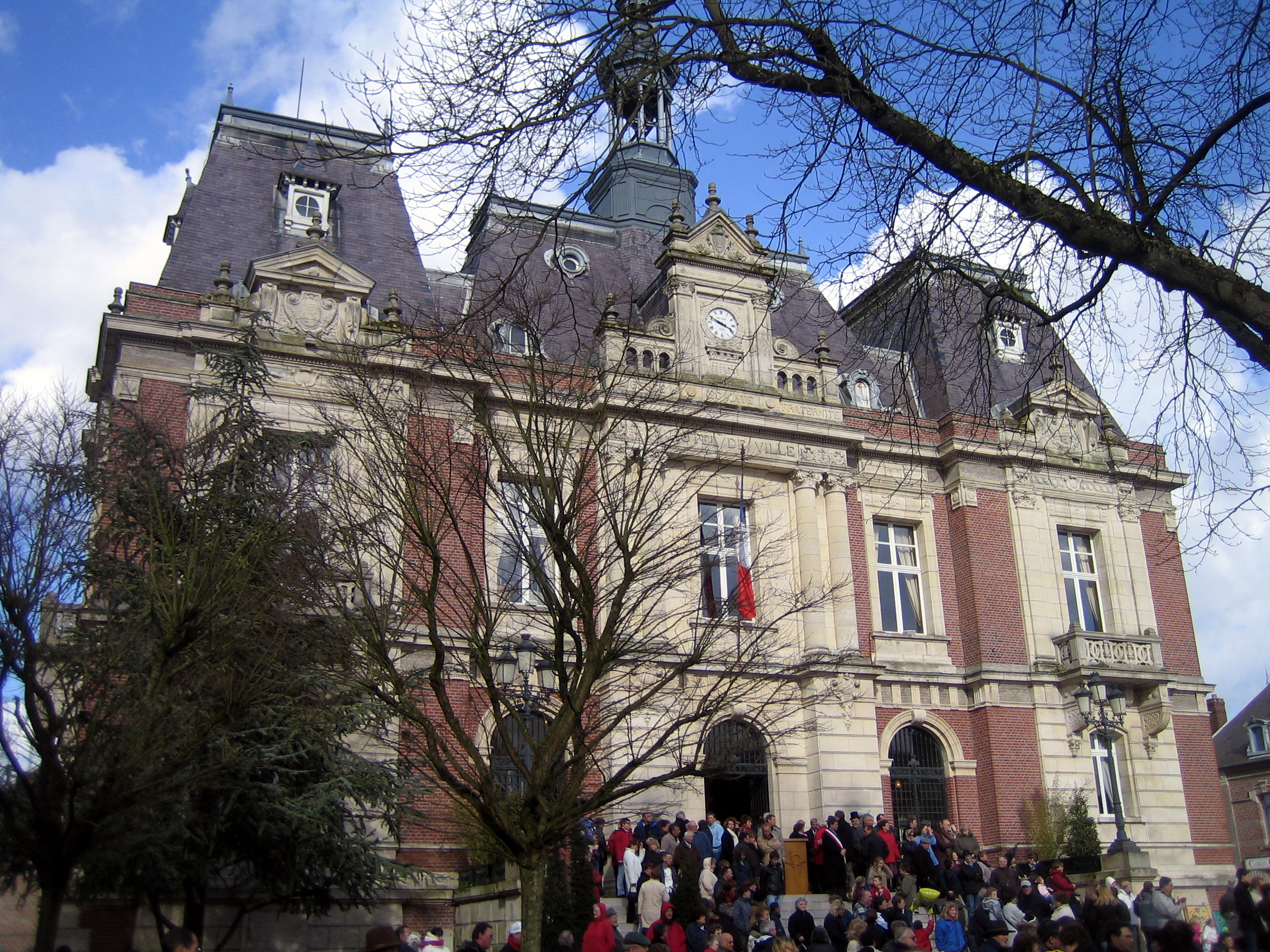
Hôtel-de-Ville - Primăria oraşului Doullens

Populația localității este de 6.283 de locuitori.

## Istorie

### Deviză
Infinita decus lilia mihi prestant.

### Cronologie
- Orașul a intrat în domeniul Coroanei în 1225.

- Doullens a fost ars de Ludovic al XI-lea drept pedeapsă că s-a aflat alături de Carol Temerarul[5].

- La 26 martie 1918, la Doullens a avut loc o conferință cunoscută în istorie sub denumirea de Conferința de la Doullens (conferință franco - britanică), în cursul căreia, comandamentul unic al armatelor aliate i-a fost încredințat lui Ferdinand Foch.

## Turism
La Doullens se află o citadelă și alte monumente vechi.